# Echeveria subalpina

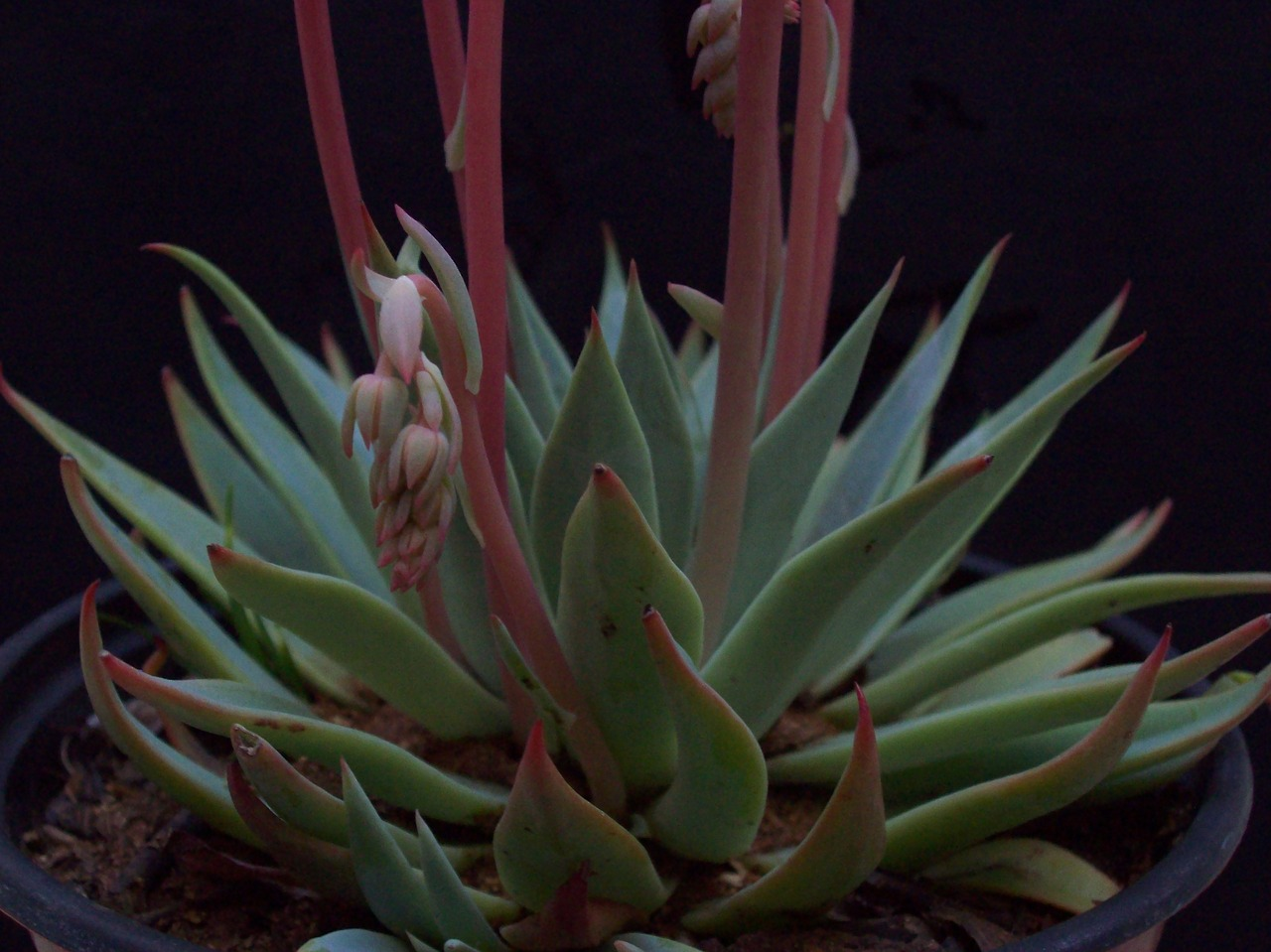
Detalle de la roseta

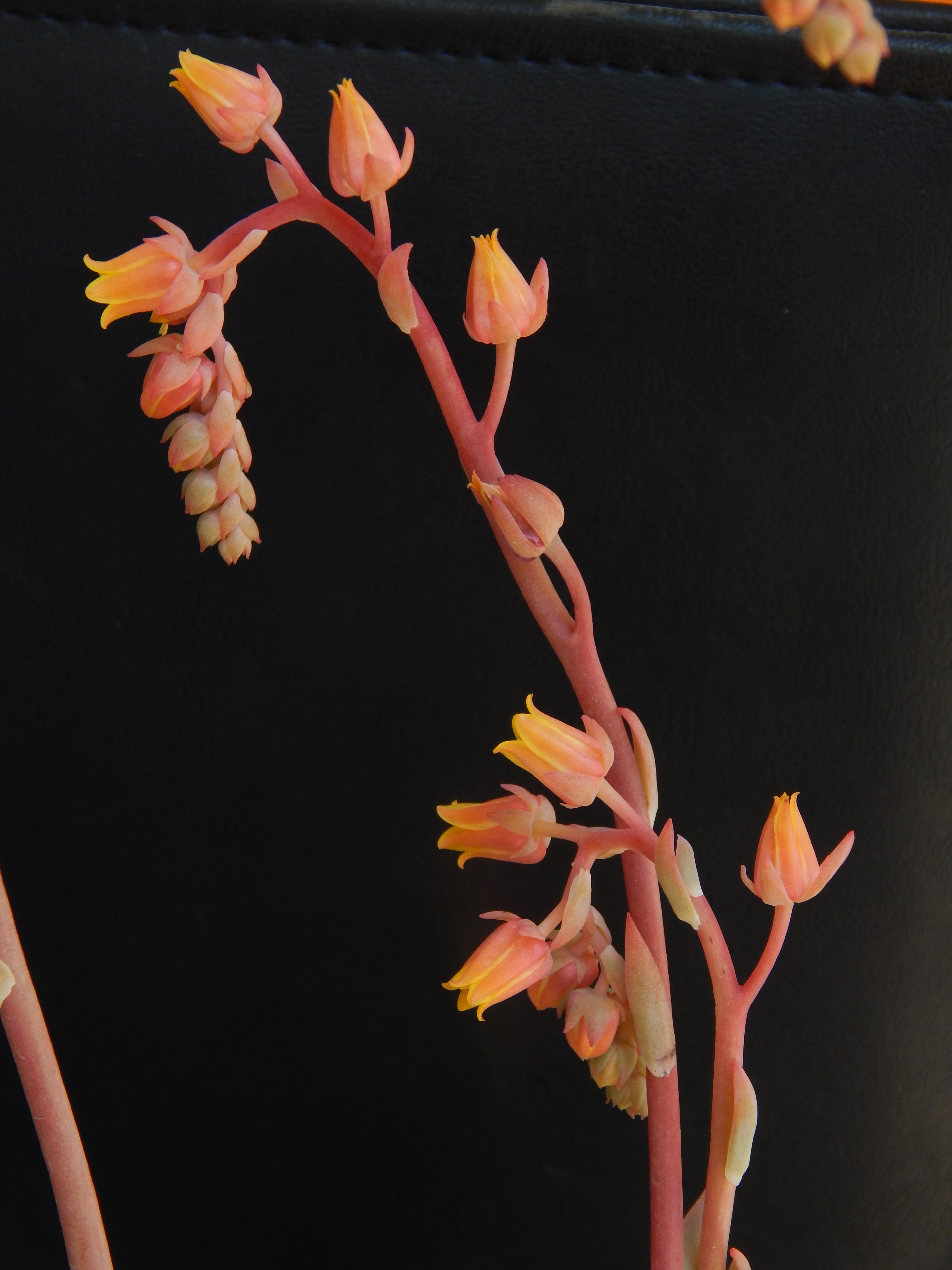
Escapo floral

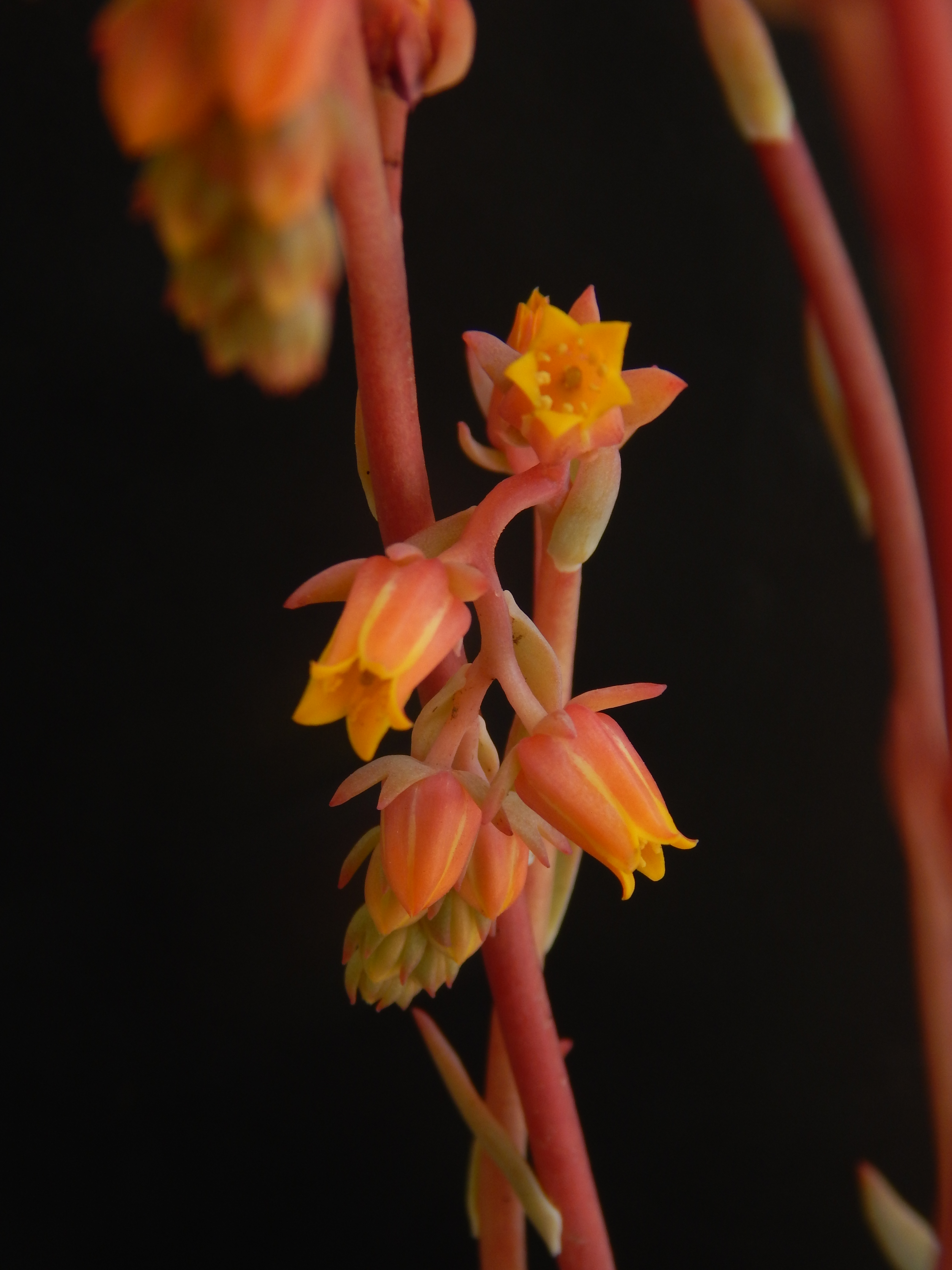
Detalle de la inflorescencia

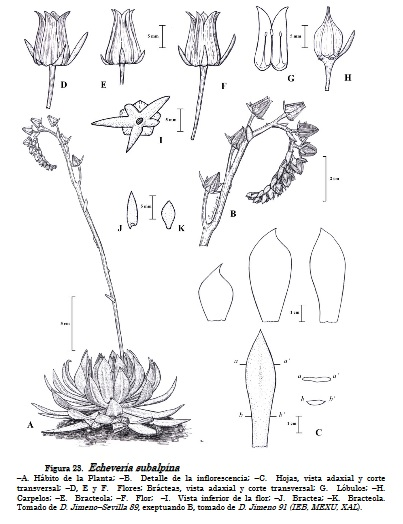
Ilustración

Echeveria subalpina es una planta suculenta de la familia de las crasuláceas. Pertenece al género Echeveria, cuyas especies reciben los nombres comunes de «conchitas» o «rosetas»; y dentro de este género, a la sección Secundae, que son plantas glabras con tallos muy cortos, rosetas densas pequeñas o medianas, con corola conoidea o cilindroide.

## Descripción
Es una planta herbácea, perenne, glabra y acaule. Crece en forma de roseta compacta de 4 a 17 cm de diámetro, con hojas carnosas oblongo-lanceoladas de color verde azuloso, de margen entero, rojizo, y ápice acuminado.
La inflorescencia es un tallo erecto de hasta 21 cm, de color rojizo a verde amarillento, con 2 a 14 flores cónicas amarillas o anaranjadas.

## Distribución y hábitat
Es una especie endémica de México. Se distribuye en la Cuenca de Oriental, que es una cuenca endorreica semiárida que abarca parte de los estados de Puebla, Tlaxcala y Veracruz; así como en las regiones subalpinas del volcán Citlaltépetl. Es una especie litófita que crece sobre roca ígnea, en bosque de encino y matorral xerófilo, entre los 2100 y los 4100 m s. n. m.

## Taxonomía
Echeveria subalpina fue descrita en 1910 por Joseph Nelson Rose y Carl Albert Purpus en Contributions from the United States National Herbarium 13(2): 45.
Etimología
Ver: Echeveria
subalpina: epíteto latino que tiene el mismo significado que en español

### Sinonimia
- Echeveria akontiophylla Werderm.[2][4]
- Echeveria meyraniana Walther[1][5]